# ПСО-1
ПСО-1 (Прицел снайперский оптический) — один из основных прицелов советского и российского снайперского вооружения. Прицел был разработан в 1963 году специально для винтовки СВД. Конструктивной особенностью прицела стала прицельная сетка, позволяющая снайперу быстро определять расстояние и брать необходимые горизонтальные поправки по ходу стрельбы, не вращая маховики. Прицел герметичен, наполнен азотом, что исключает запотевание оптики при перепаде температур, комплектуется сумкой для его переноски на поясном ремне, чехлом, светофильтрами, адаптером питания, запасными лампочками и источником питания. Работоспособен в интервале температур ± 50 °C.
Прицел, с момента постановки на вооружение винтовки СВД, широко применялся практически во всех локальных войнах и вооружённых конфликтах на территории СНГ, в частности во время чеченского конфликта, когда вошло в обиход понятие «снайперская война».

## Назначение прицела
Прицел снайперский оптический ПСО-1 предназначен для стрельбы по малогабаритным и хорошо замаскированным целям. Устанавливается на стандартное для стран Варшавского договора крепление «ласточкин хвост». Подсветка сетки позволяет производить прицеливание в сумерках. Прицел снабжён дальномерными сетками, позволяющими производить ориентировочную оценку дистанции до цели. Прицел имеет возможность вводить углы прицеливания в зависимости от дальности до цели и боковые поправки (на ветер, движение цели).
Прицел может быть установлен на следующие модели оружия:
- снайперские винтовки: СВД (СВДС), СВУ, ОСВ-96, ТКБ-0145К и другие, при наличии бокового крепления;
- специальные винтовки: ВСС, ВСК-94 (применяется модификация ПСО-1-1 с маркировкой для спецпатрона);
- тренировочные винтовки: ТСВ-1;
- специальные автоматы: «Вал» 9А-91 и др.;
- карабины: «Сайга», «Тигр», «Соболь»;
- автоматы Калашникова различных модификаций (при наличии бокового крепления);
- пулемёты Калашникова различных модификаций и др.

Прицел ПСО-1, установленный на модели оружия:
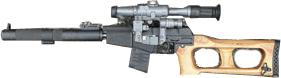
«Винторез» (ВСС)
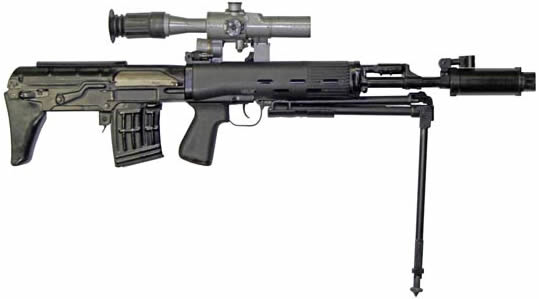
СВУ

## Характеристики прицела

### Характеристики прицела
- Видимое увеличение — 4 крата;
- Угловое поле зрения — 6°;
- Диаметр выходного зрачка — 6 мм;
- Диаметр объектива — 24 мм
- Удаление выходного зрачка — 68 мм;
- Предел разрешения — 12 угл. сек;
- Масса — 616 г

### Габаритные
- Длина прицела с наглазником и блендой — 375 мм;
- Габаритные размеры — 337x136x72 мм;
- Световой диаметр объектива — 24 мм;

### Весовые
- Масса — 0,616 кг[4].

## Устройство прицела

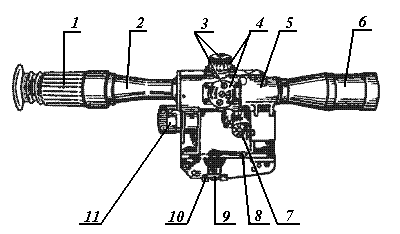
Устройство ПСО-1:
1-наглазник; 2-окуляр; 3-винты; 4-маховики; 5-корпус с кронштейном крепления; 6-объектив; 7-включатель подсветки; 8-зажимной винт; 9-регулировочная гайка; 10-фиксатор; 11-крышка отсека питания

Оптический прицел состоит из механической и оптической частей.

### Механическая часть
Механическая часть прицела включает:
- корпус
- верхний и боковой маховички
- устройство освещения сетки прицела
- выдвижную бленду
- резиновый наглазник и крышку объектива

Корпус служит для соединения всех частей прицела на винтовке. На кронштейне имеются пазы, упор, зажимной винт, ручка зажимного винта, движок с пружиной и регулировочная гайка. К корпусу прикреплены указатели (индексы) установок прицела и боковых поправок и крышку объектива.

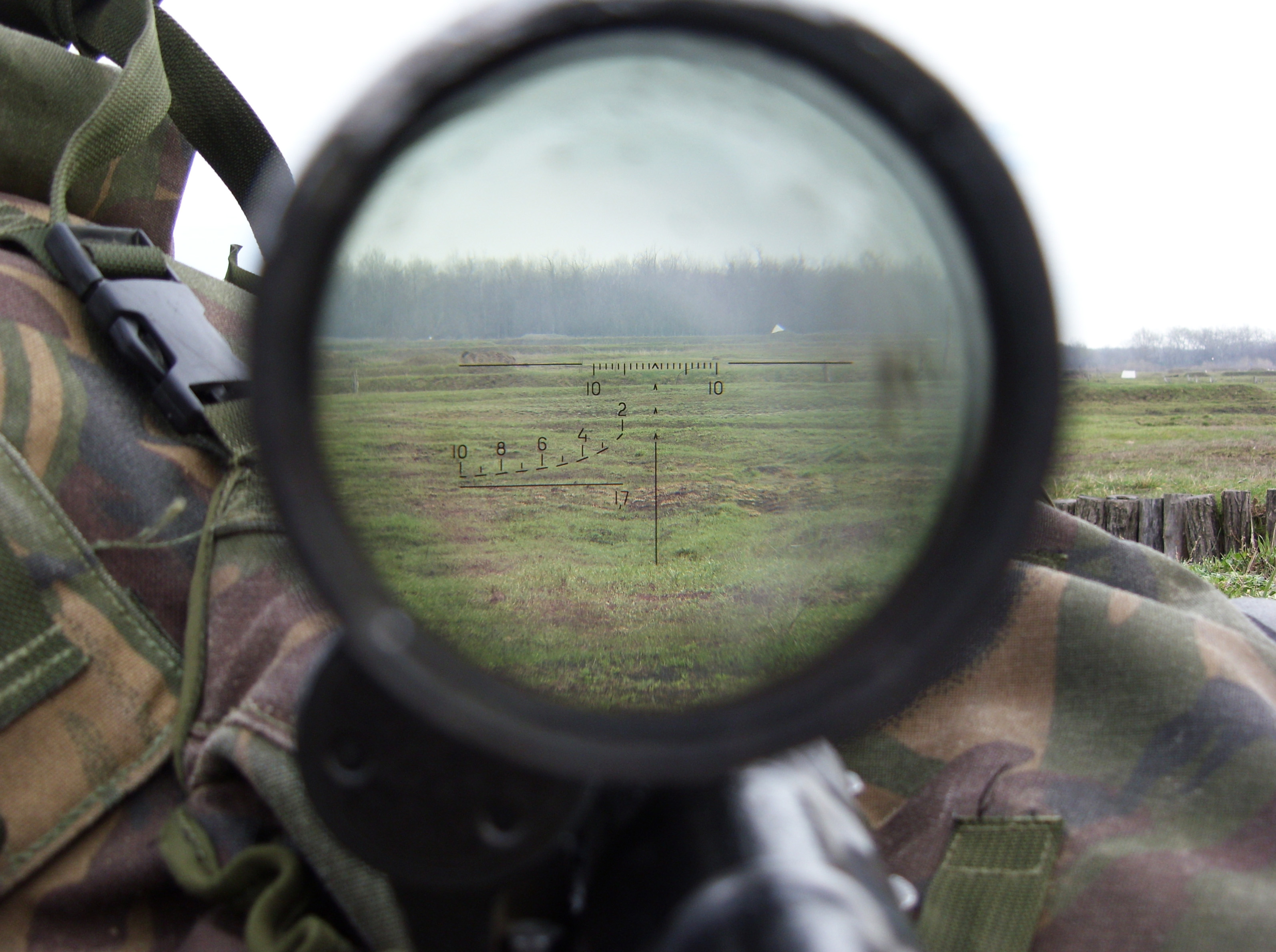
Вид через прицел ПСО-1, установленный на винтовку СВД

Верхний маховичок служит для установки прицела, боковой маховичок — для введения боковых поправок. По своему устройству они одинаковы и имеют корпус маховичка, пружинную шайбу, торцовую гайку и соединительный (центральный) винт. Сверху на каждом из маховичков сделано три отверстия: среднее — для соединительного винта, два крайних — для стопорных винтов.
Пружинная шайба служит для удержания маховичка в приданном положении.
Устройство освещения сетки служит для освещения сетки прицела при стрельбе в сумерках и ночью. Оно состоит: из корпуса с контактным винтом, батарейки, являющейся источником тока, крышки с упором и пружиной для поджатия батарейки к винту, проводов, соединяющих винт (батарейку) с электролампочкой через тумблер, тумблера для включения и выключения электролампочки.
Батарейка устанавливается в корпус так, чтобы центральный электрод был подключён к винту, а боковой электрод (смещённый в сторону) — к корпусу; для этого контактная пластина бокового электрода загибается за край корпуса, после чего надевается крышка.
Наглазник (резиновый) предназначен для правильной установки глаза и удобства прицеливания. Кроме того, он предохраняет линзы окуляра от загрязнения и повреждения и не позволяет появляться световым бликам окулярной линзы, засвечивающим зрительное поле и утомляющих зрение стрелка.
Выдвижная бленда служит для предохранения линз объектива при ненастной погоде от попадания на неё дождя, снега, а также от попадания прямых солнечных лучей при стрельбе против солнца и исключения тем самым демаскирующих снайпера отблесков.
Резиновая крышка предохраняет линзы объектива от загрязнения и повреждения.

### Оптическая часть
Оптическая часть прицела включает:
- объектив
- оборачивающую систему
- сетку прицела
- люминесцентный экран
- окуляр.

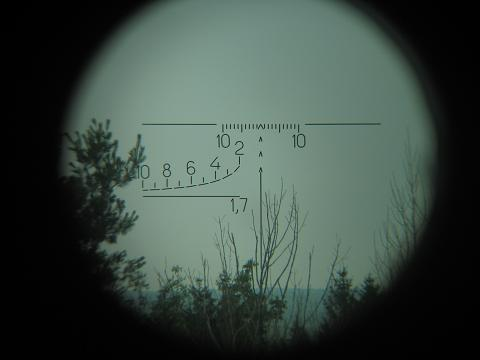
Прицельная сетка ПСО-1

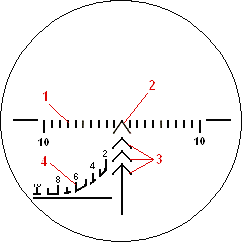
Элементы прицельной сетки: 1 — шкала боковых поправок; 2 — основной угольник для стрельбы до 1000 м; 3 — дополнительные угольники; 4 — дальномерная шкала

Объектив служит для получения уменьшенного и перевёрнутого изображения наблюдаемого объекта. Он состоит из трёх линз, из них две — склеенные.
Оборачивающая система предназначена для придания изображению нормального (прямого) положения; она состоит из четырёх линз, склеенных попарно.
Сетка прицела служит для прицеливания; она сделана на стекле, укреплённом в подвижной рамке (каретке).
На сетке прицела нанесены:
- основной (верхний) угольник для прицеливания при стрельбе до 1000 м;
- шкала боковых поправок;
- дополнительные угольники (ниже шкалы боковых поправок по вертикальной линии) для прицеливания при стрельбе на 1100, 1200 и 1300 м;
- дальномерная шкала (сплошная горизонтальная и кривая пунктирная линии).

Люминесцентный экран служит для обнаружения инфракрасных источников света; он представляет собой тонкую пластину из специального химического состава, которая уложена между двумя стёклами. Экран имеет окно со светофильтром в оправе для зарядки экрана и флажок переключения экрана: в сторону светофильтра (горизонтальное положение флажка) — для подзарядки экрана и при стрельбе в обычных условиях; в сторону объектива (вертикальное положение флажка) — при наблюдении и стрельбе по целям, обнаруживающим себя инфракрасным излучением.
Окуляр предназначен для рассмотрения наблюдаемого объекта в увеличенном и прямом изображении; он состоит из трёх линз, из них две — склеенные.
|  | Элементы оптической части прицела: 1. окуляр 2. каретка 3. оборачивающая система 4. сетка 5. люминесцентный экран 6. окно со светофильтром 7. объектив |

## Использование прицела

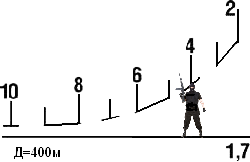
Отображение на дальномерной шкале цели высотой 1м 70 см на расстоянии 400 метров

### Монтаж прицела
Для установки прицела на оружие необходимо установить прицел на посадочное место и подать от себя ручку зажимного винта. На винтовках типа СВД после установки оптического прицела ПСО-1 сохраняется возможность использования механического прицела, так как прицел при установке на крепление смещён левее и не перекрывает механический прицел.

### Демонтаж прицела
Прицел ПСО-1 снимается с винтовки и присоединяется к ней без снижения качества стрельбы. Для отсоединения прицела необходимо подать на себя ручку зажимного винта и снять прицел с «ласточкина хвоста» в сторону приклада.

### Определение дальности до цели
В оптическом снайперском прицеле ПСО-1 предусмотрена шкала определения расстояний, привязанная к среднему росту человека 170 см.
По дальномерной шкале
Дальность до объекта может быть определена по дальномерной шкале. На дальномерной шкале изображены риски от 10 до 2. Наведя прицел таким образом, чтобы объект помещался между верхней линией риски и нижней горизонтальной линией, можно определить дальность до цели. На рисунке справа, например, дальность до цели D=400 метров.
По шкале боковых поправок и угловым величинам с помощью формулы тысячной
Пример: наблюдаем грудную цель. Величина цели В = 0,5 м, угол У = 0-01 = 1. Для вычисления дальности D величину цели В умножаем на 1000 и делим на угол в тысячных У:
{\displaystyle D={\frac {0.5*1000}{1}}=500;}

## Запасные части и принадлежность
Запасными частями, инструментом и принадлежностью к оптическому прицелу являются: запасные батарейки и электролампочки, светофильтр, ключ-отвёртка для ввинчивания и вывинчивания электролампочек, салфетка, резиновый колпачок на тумблер, чехол для оптического прицела, сумочка с зимним устройством освещения сетки. Светофильтр надевается на окуляр при появлении дымки в воздухе и понижении освещённости. Чехол для оптического прицела служит для защиты прицела от дождя, снега и пыли при расположении его на винтовке.

## Модификации прицела

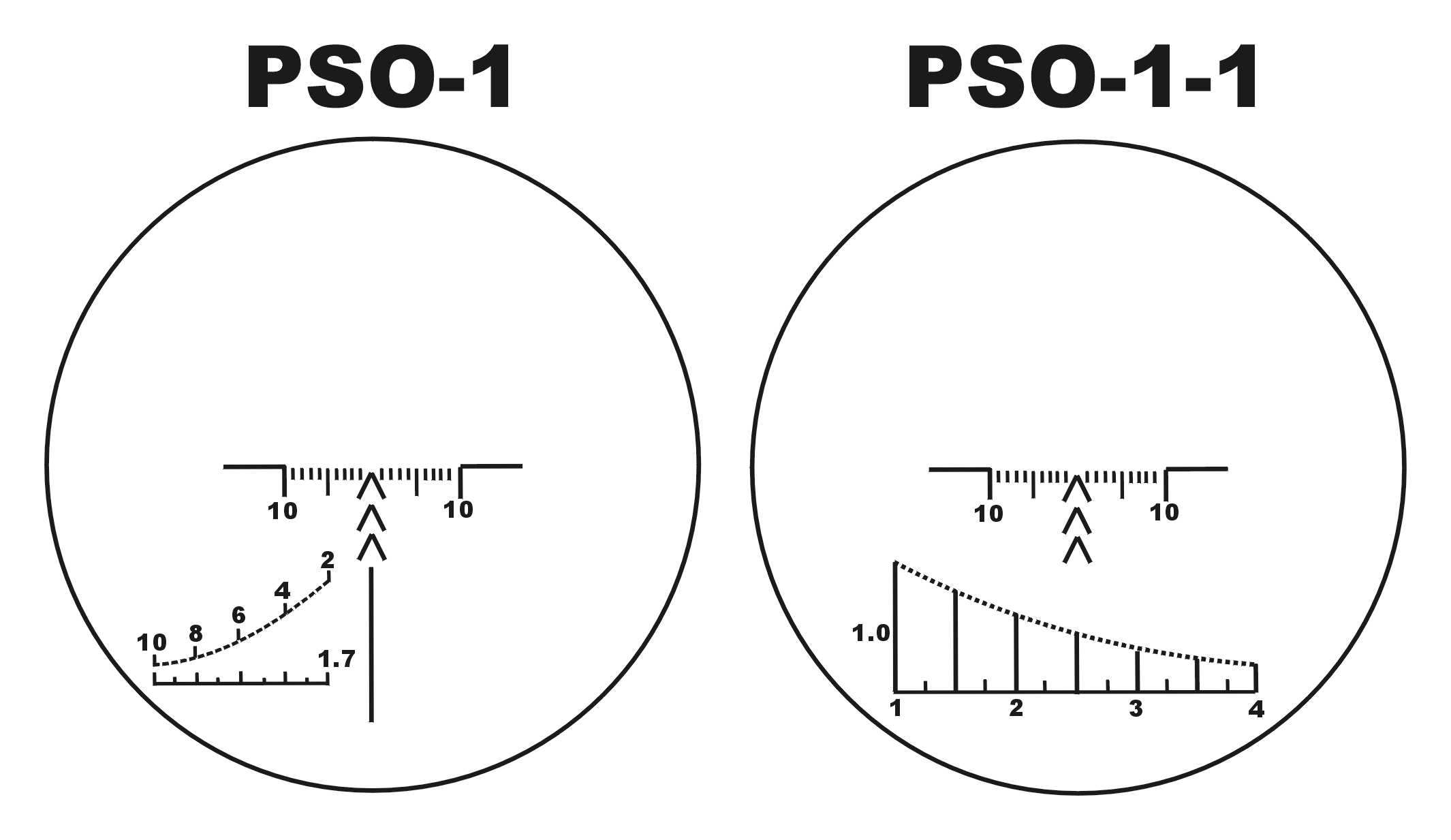
Различие прицельных сеток ПСО-1 и ПСО-1С-1

На сегодняшний день существуют следующие модификации прицела ПСО:

### Военные
- ПСО-1 с люминесцентным экраном (и, соответственно, переключателем), предназначенным для обнаружения целей проявивших себя инфракрасным излучением. Подсветка прицельной сетки от микролампы (источник питания 2РЦ63);
- ПСО-1С без люминесцентного экрана со светодиодом первых поколений и соответственно 3V преобразователем напряжения;
- ПСО-1М2 для прицельной стрельбы из снайперской винтовки Драгунова СВД калибра 7,62. Прицельные шкалы рассчитаны для стрельбы от 100 м до 1300 м. Без люминесцентного экрана, с 1,5 В светодиодом и 1,5 В источником[6];
- ПСО-1М2-01 — для прицельной стрельбы из специальной снайперской винтовки (нарезной) ВСС калибра 9 мм и специального автомата АС калибра 9 мм. Прицельные шкалы рассчитаны для стрельбы от 100 м до 400 метров (шаг 50 метров). Для стрельбы в сумерках в прицелах предусмотрена подсветка сетки. В качестве источника питания в настоящее время взамен аккумулятора 2РЦ63 применяется стандартная батарея типа АА[7].

### Гражданские
Гражданский аналог — прицелы ПОСП производства БелОМО и серия ПО производства НПЗ:
- ПСО-1М2-02 — модификация для оружия калибра 12,7×108 мм (ограниченное применение);
- ПОСП 4×24 — модификация оптического прицела ПСО-1. Отсутствует люминесцентный экран или (в сравнении с ПСО-1М2) встроенный светофильтр, иная маркировка, на модели ПОСП 4×42Т сетка схожая с ПСО-М2-01;
- ПОСП 6×24 — большее, 6× увеличение;
- ПОСП 6×42 — модель с 6× увеличением и большей светосилой;
- ПОСП 8×42 — основное отличие от базовой модели — вдвое большее видимое увеличение, что соответствует увеличению биноклей[8]. По сравнению с исходным образцом ПСО-1, прицел ПОСП имеет возможность диоптрической подстройки окуляра (ПОСП 8×42Д) и увеличение кратности (ПОСП 4-8×42,ПОСП 4-8×42Д и ПОСП 3-9×42). Помимо этого лимб вертикальных поправок на основной части прицела ПОСП не имеет шкалу с дистанциями как это было в базовой версии, а имеет просто линейную оцифровку «кликов» с ценой 2,5 см на 100 метров дистанции. Это отличие позволяет использовать прицел под любой боеприпас[9].

| Технические данные              | ПСО-1      | ПОСП 4×24M        |
| ------------------------------- | ---------- | ----------------- |
| Угловое поле зрения (градусы)   | 6          | 6                 |
| Удаление выходного зрачка (мм)  | 68         | 68,2              |
| Световой диаметр объектива (мм) | 24         | 24                |
| Диаметр выходного зрачка (мм)   | 6          | 6                 |
| Предел разрешения (угл./сек)    | 12         | 12                |
| Напряжение питания (В)          | 3 (2РЦ-63) | 1,5/3 (АА/2хAG13) |
| Габаритные размеры (мм)         | 337x136x72 | 337x136x72        |
| Масса (кг)                      | 0,62       | 0,62              |

### Схожие оптические прицелы
Прицел ПСО-1 в мировой снайперской практике признан одним из наиболее удачных, поэтому его выпускают за рубежом в различных модификациях с различными прицельными сетками:
- Румыния — оптический прицел LPS 4x6° TIP2 производства I.O.R.;
- Китай — оптический прицел «Type JJJ»;
- Беларусь — оптический прицел ПОСП;
- Сербия — оптический прицел ZRAK M-76 4x 5°10’ / ZRAK ON-M76;
- КНДР — оптический прицел «Type78»[11];

## Оценка ПСО-1

### Достоинства
- Удобная для стрелка конструкция кронштейна и узла крепления;
- Наличие выдвижной защитной бленды объектива и резинового наглазника на окуляре, а также освещения сетки[12];
- Хорошая прицельная сетка;
- Возможность крепления на большое количество модификаций оружия;
- Работоспособность практически в любых температурных условиях;
- Смещение прицела влево позволяет компенсировать деривацию пули до 450 метров без участия стрелка;

### Недостатки
- Кратность ПСО-1 не является достаточной при идентификации цели на расстояниях свыше 400 метров и усложняет корректирование огня при промахе;
- Большой вес конструкции по сравнению с современными аналогами той же кратности;
- Небольшой срок службы батареи при постоянно включенной подсветке;
- Плохая просветленность линз, даже при сильной пасмурной погоде видимость может быть затруднена;
- На старые модели довольно трудно найти элементы питания, в новых эта проблема решена заменой его на ААА-тип.